# محمد الغامدي
محمد زايد الغامدي (مواليد 4 فبراير 1994) هو لاعب كرة قدم سعودي يلعب حاليًا في النادي الفيصلي.

## مسيرة اللاعب
لعب في نادي الباحة ونادي العين ونادي أحد ونادي التعاون والنادي الفيصلي.